# Leetspeak

Wikipedia leet

Leetspeak [ˈliːtspiːk] (auch Leetspeek, 1337; von engl. elite, „Elite“, und speak, „sprechen“) bezeichnet im Netzjargon das Ersetzen von Buchstaben durch ähnlich aussehende Ziffern sowie – je nach Definition – auch Sonderzeichen.
Die häufige Schreibweise 1337 für Leetspeak entstand aus dem englischen Wort Elite. Es wurde dabei erst zu Eleet verballhornt und dann zu ’leet abgekürzt, was im Leetspeak als 1337 geschrieben wird. Weitere Schreibweisen sind z. B. 1337 5P34K oder auch 313373.
Durch das Spiel Counter-Strike wurde der Begriff Leet bzw. 1337 in der Gamerszene sehr populär. Im Spiel ist ein Model (Spieleraussehen) der Terroristen im Auswahlmenü unter Leet-Crew zu finden. Bis heute erfreut sich dieses Model ungetrübter Beliebtheit, was u. a. auch Folge des Konsolenbefehls cl_minmodels 1 ist, bei dem standardmäßig für die Terroristen das Leet-Model gesetzt wird.
Leetspeak kann schwer zu lesen sein und ist dadurch als eine Art Geheimcode bestimmter Gruppen der Computerszene zu betrachten. Ursprünglich durchaus ernst gemeint, wird sie heute jedoch fast nur noch selbstironisch in Form von einzelnen bekannten Versatzstücken oder zur Individualisierung von Nicknames mittels Sonderzeichen genutzt. Ansonsten findet Leetspeak vor allem in Online-Spielen Verwendung, wobei es hier oft darum geht, anderen Spielern zu imponieren oder weniger erfahrene Spieler aus der Konversation auszugrenzen.

## Ursprünge
Ursprünglich wurde Leetspeak verwendet, um zu verhindern, dass abgehörte E-Mails oder andere digitale Dokumente automatisch von Computern ausgelesen und gefiltert werden können. Da ein Computer beispielsweise mit der Zeichenkombination „W!K!P3D!4“ nicht viel anfangen konnte, sie für den Menschen aber aufgrund der typographischen Ähnlichkeit als „WIKIPEDIA“ lesbar ist, bietet Leetspeak einen gewissen Schutz gegen Abhörsoftware oder Spamfilter, die nach der Blacklisting-Methode arbeiten. Deren Listen müssten für einen umfassenden Schutz nämlich um die entsprechenden Schreibweisen im Leetspeak erweitert werden, was aufgrund der Fülle an möglichen Kombinationen sehr aufwendig wäre. Passwörter, die Leetspeak in Form von Zahlen oder Sonderzeichen enthalten, sind aus diesem Grund sicherer vor Wörterbuchangriffen.
Diese Ersetzungsmethode wird daher auch in Reklame-E-Mails (UCE für „unsolicited commercial e-mail“, deutsch „unverlangte kommerzielle E-Mail“) verwendet, um Reizworte wie etwa „Viagra“ vor Spamfiltern zu verschleiern. Im Gegensatz zu normalem Leetspeak wird dabei allerdings meist versucht, die Lesbarkeit zu erhalten, um potenzielle Kunden zu erreichen. Beispiel:
| Klartext   | Viagra    | absolute Beginner                   | Wikipedia              |
| 1337       | v!49\|24  | 48501u73 839!nn3\|2                 | w!k!p3d!4              |
| UCE        | \/\|ágrà  | /-\\|3$0\|_\_/']['€ \|3€G\|/V/V€\|2 | \V/\|\|<\|\|D€\|)\|/-\ |
| Ultra 1337 | \/!@9\|2@ | @ß§0£µ7€ ß€9!\|\\|\|\\|€\|2         | \/\/¡\|<¡p€þ¡@         |

## Entstehung der Schreibweise „1337“
In der Anfangszeit des Leetspeak wurde die „1“ als „T“ verwendet und die „7“ als „L“, da sich die Zahl „1337“, um 180 Grad gedreht, wie das in Großbuchstaben geschriebene Wort „Leet“ liest. Oftmals aber erschwerte das „Drehen der Zahlen“ deren Schreib- und Lesbarkeit, so dass es sich später fast ausschließlich beim Begriff „Leet“ selbst erhalten hat. Den meisten Zahlen wurden später andere Buchstaben zugeordnet. Nicht zuletzt liegt das auch daran, dass die Zahl „1“ nicht in jeder Schriftart mit Serifen dargestellt wird, der in gedrehter Form den Deckstrich des „T“ darstellt. Auch die „7“ hat in anderen Schriftarten ein anderes Erscheinungsbild, somit wäre also in vielen Fällen die Lesbarkeit stark eingeschränkt. Darum wurden später beide Zahlen als Ersatz für die ihnen heute entsprechenden Buchstaben miteinander vertauscht und der oben beschriebenen optischen Erkennbarkeit zugeordnet, die z. B. in einer „7“ ein „T“ erkennen lässt.

## Formen
Traditionell wurden nur einzelne Buchstaben durch die ähnlich geformten Ziffern ersetzt. Erst im Laufe der Zeit entwickelte sich die Praxis, dass aus (mehreren) Sonderzeichen einzelne Buchstaben gebastelt wurden (wie z. B. das „D“ in „WIKIPE|)IA“, das aus Klammerzeichen besteht; diese moderne Form ist allerdings eher der ASCII-Art als der 1337-Sprache zuzurechnen).
Aufgrund dieser Entwicklungen haben sich verschiedenste Schreibweisen herausgebildet; Leetspeak folgt dennoch einer zwar individuell variierenden, aber dennoch fixen Orthographie und Morphologie. So wird die englische Personalendung -er von Verben und Nomen im Singular grundsätzlich durch -0r, im Plural durch -0rz ersetzt. Auch wird die Zeichenfolge cks bzw. ck oft durch xx ersetzt. Ein Ruler wird auf diese Weise zum rul0r, Hacker werden zu h4xX0rZ. Großbuchstaben werden normalerweise nicht verwendet, von manchen Leet-Anwendern werden sie allerdings in Pseudo-Leetspeak in der Wortmitte eingesetzt, um das Erscheinungsbild eines einzelnen Buchstabens zu verändern.
Leetspeak wird auch häufig in Kombination mit Abkürzungen und Begriffen aus dem Netzjargon verwendet. Ein einzelner Buchstabe oder eine Ziffer dienen dabei beispielsweise als Abkürzung für ein Wort, das im Englischen (oder in jüngeren Jahren auch im Deutschen) gleich oder ähnlich ausgesprochen wird. Das Wort z. B. you wird als der Buchstabe u, manchmal auch yu oder j00, geschrieben.
Ein typischer Leetspeak-Satz könnte lauten:
| ph342 m9 1337 h4xX0r 5k!11Zz!                                                                        | 0m9 u 5uxX!                                                                    |
| Fear my leet (elite) hacker skills! Fürchte meine Leet-Hackerfähigkeiten! (Elite-Hackerfähigkeiten!) | Omg (Oh my god/goodness/gosh), you suck! Omg (Oh mein Gott), bist du schlecht! |

## Anwendung
Neben der optischen Veränderung ist Leetspeak meistens auch von einem bestimmten, überheblichen Sprachstil geprägt. Leetspeak wird in Chats von erfahreneren Spielern häufig genutzt, um sich von weniger erfahrenen Nutzern abzugrenzen, die Leetspeak in der Regel nicht verstehen. Nicht zuletzt deswegen leitet sich der Begriff leet aus dem Wort Elite ab. So bezeichnen sich Leetspeak-Benutzer häufig selbst als 2u132 (engl. ruler = „Herrscher“) oder 0wn32 (engl. owner = „Besitzer“; to own somebody = „jemandem überlegen sein“). Andere werden dagegen als 14m32 oder 14m02 (englisch lame = „lahm“, im Newsgroup-Jargon ist ein Lamer ein Versager) oder Newbies bzw. n00b (auch b00n), lowbirds (engl. low = „niedrig“, und bird = „Vogel“ – etwa für: „spielerischer Tiefflieger“) oder n4p = Nap, „non-aiming person“ (= „nicht zielende Person“) bzw. „not a Pro“ (= „kein Profi“), beschimpft.
Oft ist Leetspeak verpönt: Kritik gibt es einerseits von Leuten, die mit der meist jugendlichen Subkultur im Netz nichts anfangen können. Außerdem wird Leetspeak auch von Computeraktivisten kritisiert, die sich für den gleichberechtigten Zugang zu Informationen für alle einsetzen und den positiven Bezug auf eine „Elite“ ablehnen, weil er der Hackerethik widerspricht oder wenig mit traditioneller 1337-Verwendung zu tun hat.
Leetspeak wird auch genutzt, um einfache Wörter interessanter wirken zu lassen. Zum Beispiel wird das Wort „Party“ zu „P4rty“. Hier findet Leetspeak zwar Anwendung, traditionelles Leetspeak ist es jedoch nicht, da nicht zwingend alle Buchstaben entsprechend transliteriert werden. Genau so verhält es sich bei Leetspeak in Spiele- und Filmtiteln, zum Beispiel in T4XI (Taxi 4), Driv3r (für: „Driver 3“) oder F.3.a.r (Fear 3). Dort wird aber Leetspeak nur angewendet, um Fortsetzungszahlen in den Titel einzubringen und somit das Ganze markanter aussehen zu lassen. Der 2014 produzierte Kinofilm Who am I benutzt die Leetspeak oft im Film, z. B. im Namen der Hackergruppe Fr13nds. Auch die Sängerin Pink bedient sich mit P!nk einer stilisierten Schreibweise. Für das soziale Netzwerk Facebook und die Suchmaschine Google gibt es sogar eine Sprachausgabe „Leetspeak“.
Leetspeak wird auch als Bestandteil von Algospeak genutzt, um Inhaltsfilter in sozialen Medien zu umgehen.

### Überhöhung
- !11!11 = Ausrufezeichen werden oft als Einsen geschrieben.
- !!11einseinseinself = mehrere Ausrufezeichen in Form einer Eins werden auch ausgeschrieben („eins, eins, eins, elf, …“)

Diese Mischung aus vielen Ausrufezeichen, Einsen, und ausgeschriebenen Zahlen rührt von Tippfehlern durch Schnellschreiben her. Das Ausrufezeichen „!“ wird auf einer deutsch-österreichischen Tastaturbelegung (und auf vielen anderen) über die Kombination ⇧ Umschalt + 1 eingegeben; Fehler beim Halten der Shift-Taste führen somit zu einer quasi zufälligen Folge aus 1 und „!“. Scherzhaft wird dieser Tippfehler absichtlich eingebaut (hauptsächlich in In-Game-Chats, aber auch in Foren oder der jeweiligen Online-Community), um dem Gesagten Nachdruck zu verleihen oder um Ironie zu verdeutlichen. Die zur Parodie von Wutbürgern verwendete Zeichenkombination wird in der Linguistik auch als „Aufregezeichen“ bezeichnet.
Beispiel:
```
Gamer A: hlp!!!!!!!!1
Gamer B: Cannot hear you !!!111oneone
```

In diesem Zusammenhang wird häufig Terry Pratchett zitiert: “‘Multiple exclamation marks’, he went on, shaking his head, ‘are a sure sign of a diseased mind.’” (deutsch: „‚Mehrfache Ausrufezeichen‘, fuhr er kopfschüttelnd fort, ‚sind ein sicheres Zeichen für einen kranken Geist.‘“)

## Schreibweisen

### Leetspeak-Alphabet
Ziffern/Zeichen und dazugehörige Buchstaben:
- A = 4 , @ , /\ , /-\ , ? , ^ , α , λ

@ wird auch als Abk. für at, seiner phonetischen Herkunft, verwendet. Ein Beispiel: „Ich bin @ Home.“
- B = 8 , |3 , ß , l³ , 13 , I3 , J3
- C = ( , [ , < , { , © , ¢
- D = |) , |] , Ð , đ , 1)
- E = 3 , € , & , £ , ε
- F = |= , PH , |*|-| , |" , ƒ , l²
- G = 6 , & , 9
- H = # , 4 , |-| , }{ , ]-[ , /-/ , )-(
- I = ! , 1 , | , ][ , ỉ
- J = _| , ¿
- K = |< , |{ , |( , X
- L = 1 , |_ , £ , | , ][_
- M = /\/\ , /v\ , |V| , ]V[ , |\/| , AA , []V[] , |11 , /|\ , ^^ , (V) , |Y| , !\/!
- N = |\| , /\/ , /V , |V , /\\/ , |1 , 2 , ? , (\) , 11 , r , !\!
- O = 0 , () , [] , * , ° , <> , ø , {[]}
- P = 9 , |° , p , |> , |* , []D , ][D , |² , |? , |D
- Q = 0_ , 0,
- R = 2 , |2 , 1² , ® , ? , я , 12 , .-
- S = 5 , $ , § , ? , ŝ , ş
- T = 7 , + , † , '][' , |
- U = |_| , µ , [_] , v
- V = \/ , |/ , \| , \'
- W = \/\/ , VV , \A/ , \V/ , \\' , uu , \^/ , \|/ , uJ
- X = >< , )( , }{ , % , ? , × , ][
- Y = `/ , °/ , ¥
- Z = z , 2 , "/_
- Ä = 43 , °A° , °4°
- Ö = 03 , °O°
- Ü = |_|3 , °U°

Dabei sind die Kombinationen aus mehreren Zeichen, wie z. B. |-| für H oder VV für W, nicht dem Leetspeak an sich zuzuordnen, sondern eher der ASCII-Art.
Ganze Wörter:
- 1 = one („sum1“ = „someone“ = „jemand“, „n1“ = „nice one“ = „schön gemacht, sehr gut“)
- 2 = to, too („I am 2 hard“ = „I am too hard“, „me2“ = „me, too“ = „ich auch“)
- 3 = drei („3st“ = „dreist“, „Get3de“ = „G3d“ = „Getreide“)
- 4 = for („kill 4u“ = „kill for you“)
- 8 = acht / eight / „-aite“ / „-ate“ („m8“ = „mate“ = „Kumpel“, „h8 u“ = „I hate you“ = „ich hasse dich“, „w8“ = „wait“ = „warte“, „n8“ = „Nacht“, „gn8“ = „Gute Nacht“, „Sk8er“ = „Skater“, „gr8“ = „great“, „u r 2 l8“ = „you are too late“ = „du bist zu spät“, „l8r“ = „later“ = „bis später“)
- 9 = nine („9, ich will das nicht!“ = „Nein, ich will das nicht!“)
- 11 = elf („n811“ = „Nachtelf“)

### Kombinationen
- 00 = ü
- 0w = au
- ph = f
- sh = sch
- qq = ck, gg, wobei ein groß geschriebenes QQ oftmals zwei tränende Augen symbolisiert (s. auch: O_O, U_U, T_T , Y_Y, oder V_V)
- vv (v v) = w
- rn (r n) = m

### Mischformen
Mischformen werden häufig bei Nicknamen verwendet. Dabei gibt es verschiedene Möglichkeiten, einen Namen zu schreiben. Zum Beispiel:
- Yetrael = Y372431
- Yetrael = ¥3tr4el
- Yetrael = Y3tr43l
- Yetrael = Yetr4e1
- Yetrael = ¥e7ra3l
- Yetrael = `/37|2431